# دوين فيريل
دوين فيريل (بالإنجليزية: Duane Ferrell)‏ مواليد 28 فبراير 1965 في بالتيمور، هو لاعب كرة سلة أمريكي سابق. بدأ مسيرته الاحترافية في سنة 1988. يبلغ طوله 6 قدم 7 بوصة (2.0 م). اعتزل اللعب في 1999.

## المسيرة الاحترافية
لعب مع أتلانتا هوكس في موسم 1988–1989، ثم لعب مع أتلانتا هوكس من سنة 1989 إلى 1994، ثم لعب مع إنديانا بايسرز من سنة 1994 إلى 1997، ثم لعب مع غولدن ستايت ووريورز من سنة 1997 إلى 1999.

## روابط خارجية
- دوين فيريل على موقع إن بي أي (الإنجليزية)
- دوين فيريل على موقع سبورتس رفرنس (الإنجليزية)
- دوين فيريل على موقع كرة السلة الأوروبية.كوم (الإنجليزية)
- دوين فيريل على موقع كلية كرة السلة في سبورتس رفرنس.كوم (الإنجليزية)
- دوين فيريل على موقع ريلجم (الإنجليزية)
- دوين فيريل على موقع بروبوليرز (الإنجليزية)